# Grup 12 de la RAF
El Grup 12 de la RAF va ser una organització de comandament que existí durant dos períodes separats, el final de la Primera Guerra Mundial, quan tenia una funció d'entrenament, i des de just abans de la Segona Guerra Mundial fins a inicis de la dècada de 1960, quan se li encarregà un paper de defensa aèria.

## Història
El Grup 12 es formà per primera vegada a l'abril de 1918 a Cranwell, Lincolnshire, dins de l'Àrea 3. Va succeir el Dipòsit Central i l'Establiment d'Entrenament de la Royal Navy, que havia estat entrenant aviadors navals a Cranwell des de 1916. El primer comandant va ser el Brigadier H D Briggs, sent promogut des del rang de Capità de la Royal Navy. El 8 de maig de 1918 el grup es traslladà a l'Midland Area, i després a l'Northern Area, el 18 d'octubre de 1919. L'1 de novembre d'aquell any el grup va ser dissolt quan es convertí en el Col·legi (Cadets) de la RAF.
El grup va ser reformat l'1 d'abril de 1937 al Comandament de Caces. Era el grup responsable de la defensa aèria dels Midlands, Norfolk, Lincolnshire i el nord de Gal·les. La construcció de la seu a RAF Watnall no es completà fins a finals de 1940, després que les operacions haguessin estat recolocades del proper RAF Hucknall. Durant la II Guerra Mundial aquesta unitat va ser el segon grup més important del Comandament de Caces i, com a tal, rebé la seva part d'atacs per part de la Luftwaffe alemanya durant la guerra.
El comandant del 12è Grup durant la batalla d'Anglaterra va ser el Vicemariscal de l'Aire Trafford Leigh-Mallory, que era un home ambiciós. Malgrat tot el temps que portava de servei, va ser deixat de costat en favor del Vicemariscal Keith Park per ser nomenat comandant del Grup 11, molt més vital. Leigh-Mallory se sentí ferit, i a partir d'aquell moment les seves relacions amb Park van quedar emmetzinades.
A més de la defensa regional, el Grup 12 també havia de cobrir els aeròdroms del Grup 11 durant la Batalla d'Anglaterra, però en moltes ocasions, aquests quedaven sense defensa. Quan Park es queixà d'això, Leigh Mallory respongué que per tal de provar la seva teoria de la Gran Ala (exposada pel Cap d'Esquadró Douglas Bader), calia més temps per poder tenir els esquadrons a l'aire.
Les Grans Ales es trobaren amb un èxit difús, suficient però pel Ministeri de l'Aire per fer-ho servir com a excusa per rellevar a Park i al Mariscal en Cap de l'Aire Hugh Dowding dels seus comandaments amb la base que no havien comandat prou bé la batalla d'Anglaterra.
Després que Park fos rellevat, Leigh-Mallory prengué el comandament del Grup 11. El Grup 12 continuà amb la seva missió de defensar els Midlands i de donar suport tant al Grup 10 com al Grup 11.
El Grup 12 seguí després de la guerra. El 31 de març de 1963 passà a anomenar-se Sector 12 (Ànglia Oriental) (No. 12 (East Anglian) Sector). El 30 d'abril de 1968, en sorgir el Comandament d'Atac, el Grup 12 passà a la història.

## Comandants
El Grup 12 va ser comandat pels següents oficials:

### 1918 a 1919
- 1 d'abril de 1918 - Brigadier General H D Briggs
- 1 de maig de 1919 - Brigadier General F R Scarlett

### 1937 a 1963

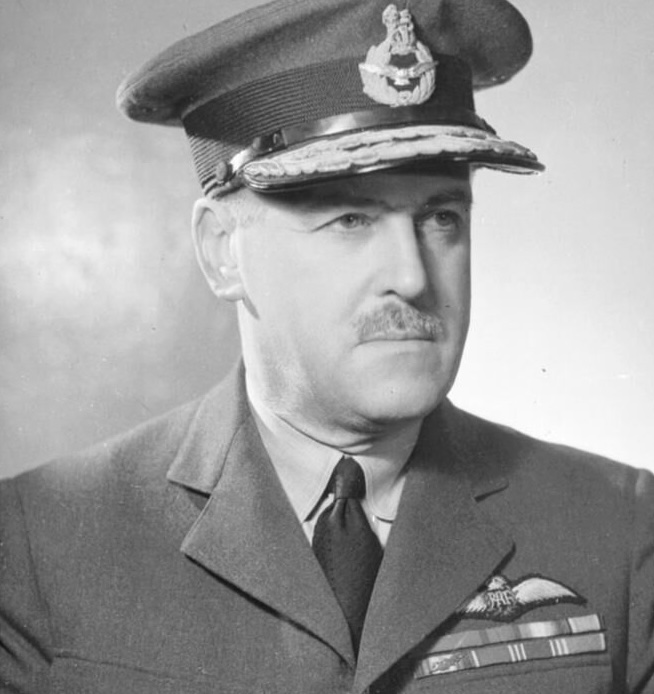
El VAM Trafford Leigh-Mallory

- 1 d'abril de 1937 - Vicemariscal de l'Aire J H S Tyssen
- 4 de desembre de 1937 - Vicemariscal de l'Aire T L Leigh-Mallory
- 17 de desembre de 1940 - Vicemariscal de l'Aire R E Saul[2]
- 29 de novembre de 1942 - Vicemariscal de l'Aire J O Andrews
- 1 de juny de 1943 - Vicemariscal de l'Aire R M Hill
- 22 de novembre de 1943 - Vicemariscal de l'Aire M Henderson
- 1 de gener de 1945 - Vicemariscal de l'Aire J W Baker
- 5 de maig de 1946 - Vicemariscal de l'Aire T C Traill[3]
- 17 de novembre de 1948 - Vicemariscal de l'Aire G Harcourt-Smith
- 1 de juny de 1951 - Vicemariscal de l'Aire R L R Atcherley
- 13 de novembre de 1953 - Vicemariscal de l'Aire W J Crisham
- 25 de juny de 1956 - Vicemariscal de l'Aire H P Fraser
- 1 d'agost de 1958 - Comodor de l'Aire C H Hartley (Cap de l'Estat Major mentre que actuava com a Comandant)
- 1 de gener de 1959 - Vicemariscal de l'Aire J R A Embling
- 20 de juliol de 1959 - Vicemariscal de l'Aire C H Hartley
- 1 de juny de 1961 - Vicemariscal de l'Aire R N Bateson